# Wang Yajun
Dans ce nom chinois, le nom de famille, Wang, précède le nom personnel.
Pour les articles homonymes, voir Wang.
Wang Yajun (chinois simplifié : 汪亚君) est une ancienne joueuse chinoise de volley-ball, née le 27 août 1962. Elle remporte une médaille de bronze aux Jeux olympiques d'été de 1988 à Séoul.